# Landshuter Brauhaus
Die Landshuter Brauhaus AG ist eine mittelständische Privatbrauerei aus der niederbayerischen Stadt Landshut.

## Geschichte

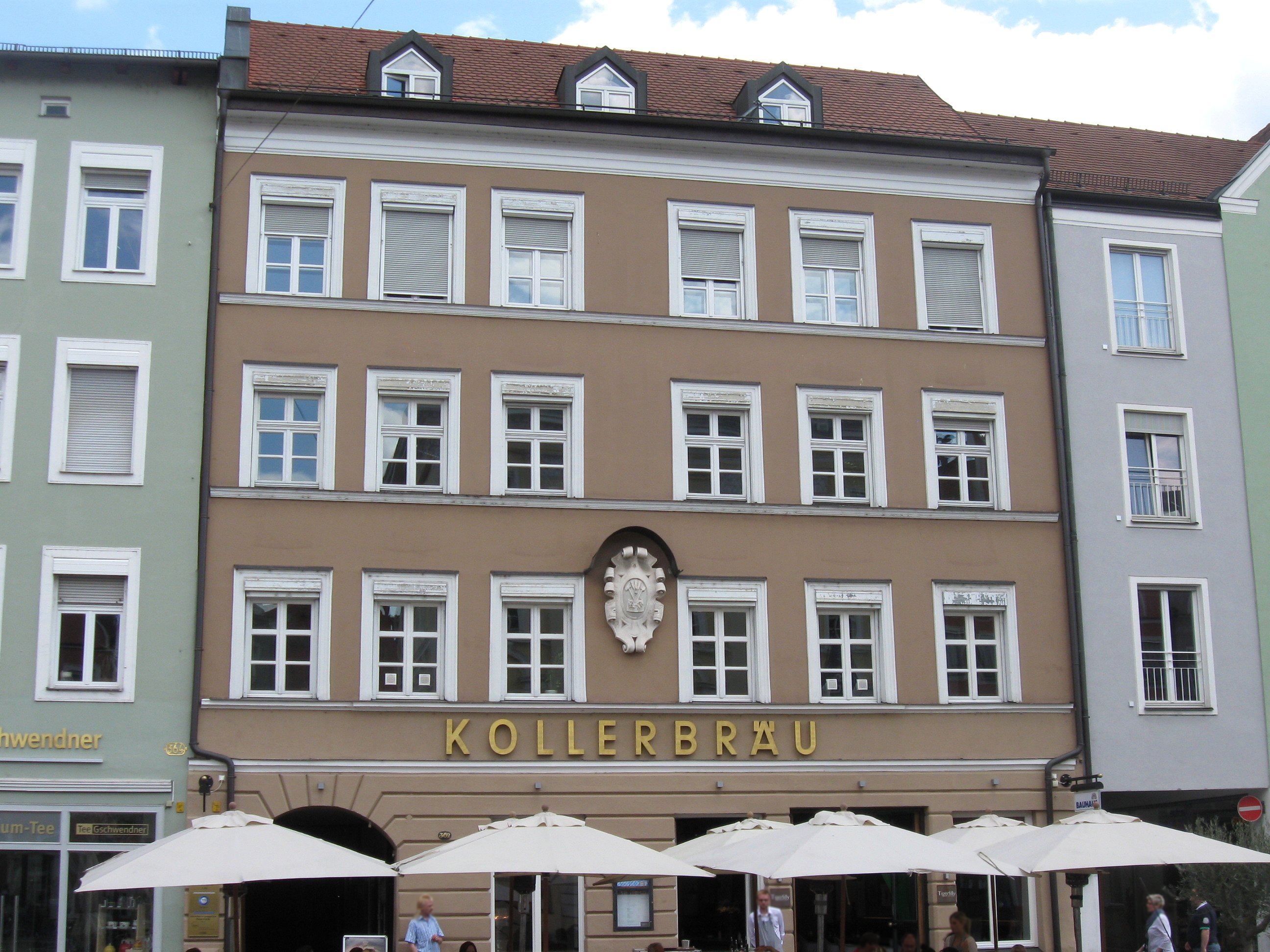
Gebäude des ehemaligen Kollerbräu in der Landshuter Altstadt

Als Gründungsjahr wird 1493 genannt als auch das Landshuter Reinheitsgebot verkündet wurde. Die ursprüngliche Braustätte war der sogenannte Kollerbräu in der unteren Altstadt, wo bis 1942 ohne Unterbrechung Bier gebraut wurde. Unter Braumeister Franz Koller wurde die Liegenschaft 1881 umgebaut und erhielt im Wesentlichen ihr heutiges Aussehen. Die Familie Koller, bereits seit dem 17. Jahrhundert als bayerische Brauer nachweisbar, erhielt 1848 mit Niederlassung Franz Kollers in Landshut ihre bis heute bestehende Verbindung zu der Stadt.
1923 erfolgte der Zusammenschluss des Kollerbräu mit der Brauerei Fleischmann und die Umwandlung zur Aktiengesellschaft; nur so konnte der Fortbestand des Betriebes gesichert werden. Im Jahr 2018 wurde im Zuge wirtschaftlicher Schwierigkeiten die Übernahme der Mehrheit der Anteile durch den Landshuter Immobilienunternehmer Hans Eller bekannt gegeben. Seit 2022 hat die Brauerei keine eigene Braustätte mehr, sondern lässt ihre Produkte in anderen regionalen Brauereien herstellen.
Das Bier des Landshuter Brauhauses wird in zahlreichen Wirtshäusern und Gaststätten in und um Landshut ausgeschenkt. Auch auf der Landshuter Dult (Frühjahrsdult, Bartlmädult) ist die Brauerei vertreten.

## Produkte

### Biere
Das Landshuter Brauhaus stellt laufend über ein Dutzend Biersorten her. An untergärigen Bieren werden Brauhaus Hell, Hochzeits Bier, Edelhell, Zwick'l Bio-Bier, Brauhaus Leicht und Brauhaus Dunkel sowie die Mischgetränke Brauhaus Radler und Brauhaus Radler Naturtrüb angeboten. Bei den obergärigen Bieren stehen die Hefe Weisse, die Hochzeits Weisse, die Bio Hefe Weisse, die Leichte Weisse, die Alkoholfreie Weisse sowie die Dunkle Weisse zur Auswahl. Hinzu kommen noch die saisonalen Biere: das Starkbier Prädikator, das Osterbier, das Kirchweih-Bier, und das Winterfestbier.

### Erfrischungsgetränke
Außerdem wurden alkoholfreie Erfrischungsgetränke abgefüllt. Dazu zählten die Quellwassersorten Premium Quelle spritzig und Premium Quelle medium, die Limonadensorten VC Orangen-Limonade, VC Zitronen-Limonade, Diät Orange, Diät Zitrone und Brause sowie Fruchtsaftgetränke A-C-E Trunk, Apfelschorle, Apfel-Kirsch und Schwarze Johannisbeere.
Ferner war das Landshuter Brauhaus bis 2020 lizenzierter Abfüllbetrieb des Spezi Markengetränkeverbandes e. V. und stellte somit auch die Cola-Mix-Getränke Original Spezi und Original Spezi Zero her.

## Struktur
Die Rechtsform der Brauerei ist die Aktiengesellschaft, deren Papiere an der Börse München gehandelt werden. Der jährliche Bierausstoß beläuft sich auf rund 70.000 Hektoliter.

## Sonstiges
Die Brauerei ist Mitglied im Brauring, einer Kooperationsgesellschaft privater Brauereien aus Deutschland, Österreich und der Schweiz.